# 鮭川村立鮭川中学校
鮭川村立鮭川中学校（さけがわそんりつ さけがわちゅうがっこう）は、山形県最上郡鮭川村にある公立中学校である。

## 校訓
感謝、博愛、創造

## 沿革
1947年（昭和22年）、鮭川村・豊里村・豊田村各村は小学校に併設する形で中学校を設けた。このうち鮭川村では1950年（昭和25年）に独立校舎が新築された。豊里村と豊田村でも1950年に組合を設立し、両村共同の中学校建設に取りかかったが、資材調達難、冬季の降雪、突風による建築物の崩壊などに見舞われ、独立校舎が完成したのは1951年（昭和26年）12月のことであった。豊里村と豊田村共同の中学校は大豊中学校と名付けられた。1954年（昭和29年）12月に豊里村と豊田村が鮭川村と合併し、大豊中学校は鮭川村立となった。
1960年（昭和35年）8月、大豊中学校の校舎が火災で焼失し、12月に復旧された。1961年（昭和36年）4月には今度は鮭川中学校の校舎が全焼した。校舎は1962年（昭和37年）3月に村内の別の場所に建て直された。傷心の生徒を勇気づけるため、鮭川中学校では十字型駅伝競走大会という名称で、地区内を十字にまわる駅伝大会が企画された。大会は1961年から毎年行われていたが、2005年の第45回大会が最後となった。
翌2006年（平成18年）3月、鮭川中学校と大豊中学校で閉校式が行われた。新年度となった4月からは鮭川中学校と大豊中学校が統合、大豊中学校の校舎を用いて新設の鮭川中学校が開校した。

## 学区
- 鮭川村全域

## 生徒数
| 年度 | 男子 | 女子 | 計  |
| ---- | ---- | ---- | --- |
| 2014 | 69   | 73   | 142 |
| 2018 | 46   | 54   | 100 |